# 宇部中央バス停

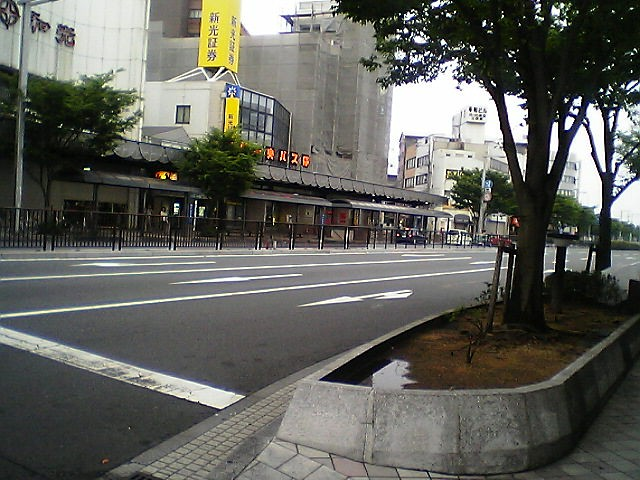
宇部中央バス停

宇部中央バス停（うべちゅうおうバスてい）は、山口県宇部市中央町にあるバスターミナルである。

## 概要
宇部市中央町と相生町に伸びる宇部市道常盤通り宇部新川線（通称：平和通り又はシンボルロード）上の両側と、同市道小串通り線（通称：小串通り）に広がるバス停留所が集合した形のバスターミナルとなっている。
宇部市交通局はこのひとつ西の宇部新川駅をターミナルとしているが、船木鉄道バスのうち、高齢者優待制度による市役所へのアクセスのために一つ東の宇部市役所前まで向かう船木及び際波台からの便を除く全便がここを発着地としている。
バス停の周りは、半アーケードの商店街（宇部中央バス停商店街）になっており、宇部市営バスの委託発売所がある。かつてはJRバス中国が高速バス予約センター（宇部中央バスチケットセンター）を設けていた。これは同社の高速バス「福岡・山口ライナー」が宇部中央バス停に停車していたことによるもので、2009年（平成21年）6月1日から通過（同時に宇部地区での予約業務を宇部市交通局に委託）となったため、同年5月末で閉鎖された。
大体の人は、バス停とその周辺のことを「宇部中央」と呼んでいる（バス停の所在地が「宇部市中央町1丁目」でもある）が、同じく「宇部中央」と呼ばれることのある県立宇部中央高校は約1.5km東の東梶返4丁目（JR東新川駅近く）にあり、宇部中央バス停からは離れている。

## バス路線

### 一般路線
船木鉄道
- 船木 - 有帆 - 宇部駅 - 東割 - 平原 - 藤曲 - 小松原通 - 記念会館前 - 宇部新川駅 - 宇部中央 - (宇部市役所前)
- 際波台 - 宇部駅 - 東割 - 平原 - 藤曲 - 小松原通 - 記念会館前- 宇部新川駅 - 宇部中央
- 厚狭駅 - 小野田駅 - 山陽小野田市役所前 - 中川通 - おのだサンパーク - 公園通 - 流川 - 東割 - 平原 - 藤曲 - 小松原通 - 宇部新川駅 - 宇部中央

宇部市交通局
- [特急]宇部新川駅 - 宇部中央 - 常盤町一丁目 - 松山町二丁目 - 恩田 - ときわ公園入口 - （山口宇部道路経由） - 新山口駅
- [急行]宇部新川駅 - 宇部中央 - 宇部市役所前 - 常盤町一丁目 - 松山町二丁目 - 草江駅 - 山口宇部空港
その他、宇部新川駅を経由するほとんどの路線が停車する。詳細は宇部市交通局の項目を参照。

### かつて乗り入れていた主なバス路線
福岡・山口ライナーを除いて路線そのものが廃止になっている路線である。
一般路線
- [急行]下関駅 - 宇部中央 - 山口駅 - 東萩駅（山陽急行バス→サンデン交通）
- 宇部中央 - 十文字 - 秋芳洞（防長交通）
- 彦島営業所・下関駅 - 城下町長府 - 小月駅 - 埴生 - 小野田駅 - 山陽小野田市役所前 -（山陽小野田市民病院）- 中川通 - 公園通 - 流川 - 東割 - 平原 - 浜町 - 山口大学病院 - 記念会館前 - 宇部新川駅 - 宇部中央（サンデン交通）
  - 2001年（平成13年）まで同路線の特急便が存在した（山口宇部空港発着だが空港 - 宇部中央間のみの利用は不可だった）。
  - 2022年9月末をもって小野田公園通 - 宇部中央間が廃止となった（下関駅 - 小野田公園通間は、起終点をおのだサンパークに変更の上、運行継続）。
- 小野田駅 - 山陽小野田市役所前 - おのだサンパーク- 公園通 - 流川 - 東割 - 平原 -  宇部中央（サンデン交通）

高速バス
- 横浜・東京行き「ふくふく東京号・ドリームふくふく号」（サンデン交通・中国JRバス）
- 広島行き「ふくふく広島号」（サンデン交通・中国JRバス）
- 福岡行き「福岡・山口ライナー」（中国JRバス・JR九州バス） - 路線自体は存続しているが、宇部新川駅乗り入れ開始に伴い通過扱いとなった。
- 北九州行き「宇部・小野田 - 小倉線」（サンデン交通）
- 神戸・大阪行き「ふくふく大阪号」（サンデン交通）

## バスのりば

### 平和通り
- 降車専用
- 空き番
- 1番のりば:新山口駅・阿知須・宇部中央病院・ときわ公園・萩原・あすとぴあ方面（宇部市交通局）
- 2番のりば:フジグラン宇部・市街地循環線・山口宇部空港・丸山公園方面（宇部市交通局）
- 3番のりば:工学部前・ひらき台・八幡宮・木田（参宮通り経由）・十文字方面（宇部市交通局）
- 4番のりば:（宇部新川駅経由）小羽山方面（宇部市交通局）
- 5番のりば:流川・小野田・厚狭方面（宇部市交通局･船木鉄道）
- 6番のりば:宇部駅・木田（新地経由）・黒石・船木方面（宇部市交通局･船木鉄道）

### 小串通り
- 7番のりば:小羽山方面・市街地循環線・めぐりーな（宇部市交通局）
- 8番のりば:山口宇部空港行き（急行）・小羽山線宇部新川行き（宇部市交通局）

## 周辺
- 宇部興産ビル（ANAクラウンプラザホテル宇部）
- 鷗州塾宇部校
- 宇部中央銀天街
- 三菱UFJ銀行宇部支店